# Jermaine Jenas
Jermaine Anthony Jenas (Nottingham, 18 de febrer de 1983) és un exfutbolista professional, actualment presentador i analista esportiu en la televisió del Regne Unit.
Va jugar com a migcampista central dels clubs anglesos del Nottingham Forest, Newcastle United, Tottenham Hotspur, Aston Villa i Queens Park Rangers, marcant un total de 39 gols en 341 aparicions a la lliga. També va jugar 21 vegades amb la selecció de futbol d'Anglaterra, marcant un gol. Va retirar-se després de trencar-se el lligament encreuat anterior, l'abril de 2014.